# Fideles et Instructi Armis
Fideles et instructi armis – Wierni w gotowości pod bronią – polska organizacja paramilitarna. Stowarzyszenie FIA jest stowarzyszeniem obronnym działającym na terytorium Rzeczypospolitej Polskiej i zgodnym z ustawą Prawo o stowarzyszeniach. Status stowarzyszenia był konsultowany z Ministerstwem Obrony Narodowej.
Stowarzyszenie FIA jest wraz z Legią Akademicką, Związkiem Strzeleckim, ZS Strzelec, ZS Strzelec OSW, ZS "Strzelec" im. Józefa Piłsudskiego oraz ZS "Strzelec" Wągrowiec członkiem założycielem Federacji Organizacji Proobronnych

## Działalność
Podstawą działalności Stowarzyszenia FIA jest statut oraz regulaminy wewnętrzne. Zgodne ze statutem, celem działalności FIA jest m.in.:
- działanie na rzecz niepodległości Rzeczypospolitej Polskiej i jej umacniania,
- przygotowywanie obywateli Rzeczypospolitej Polskiej do obrony cywilnej,
- podnoszenie poziomu sprawności fizycznej,
- uczenie zdyscyplinowanego życia w zespole,
- wspieranie i animowanie aktywności społecznej w środowiskach lokalnych,
- integrowanie społeczeństwa obywatelskiego,
- propagowanie postaw wolontariackich,
- upowszechnianie i rozwijanie wiedzy o pierwszej pomocy, medycynie ratunkowej i ochronie zdrowia,

Swoje cele stowarzyszenie FIA realizuje głównie poprzez organizacje szkoleń z zakresu m.in.: taktyki, strzelectwa, terenoznawstwa, łączności radiowej. Duży nacisk kładziony jest na szkolenia z zakresu pierwszej pomocy w tym także na wykorzystanie procedur TCCC. Do innych form działalności stowarzyszenia FIA należą także: uczestnictwo w uroczystościach państwowych, uczestnictwo i współorganizowanie imprez o charakterze proobronnym, kulturalnym oraz sportowym, współpraca z władzami państwowymi i samorządowymi.
Stowarzyszenie FIA ma podpisaną umowę o współpracy m.in. z Pierwszą Warszawską Brygadą Pancerną. Członkowie FIA uczestniczą w zabezpieczeniu medycznym i przedmedycznym imprez masowych.

## Członkostwo w stowarzyszeniu
Członkiem Stowarzyszenia FIA może zostać obywatel RP mający ukończony 16 rok życia (w przypadku osób poniżej 18 roku życia wymagana jest zgoda opiekuna prawnego), niekarany, mający pełną zdolność do czynności prawnych.
Składając deklaracje członkowską podejmuje się zobowiązanie do aktywnego uczestnictwa w pracach stowarzyszenia, opłacania składek członkowskich, a także do samodzielnego nabycia dla siebie umundurowania i wyposażenia zgodnego z regulaminami stowarzyszenia.
Po złożeniu deklaracji, kandydat otrzymuje status członka wspierającego – Kadeta FIA. W trakcie 12 miesięcznego okresu przygotowawczego Kadet obowiązkowo uczestniczy w organizowanych przez stowarzyszenie warsztatach taktycznych, w trakcie których zalicza w formie egzaminu określone regulaminem punkty na swojej karcie wyszkolenia. Po jej wypełnieniu oraz skompletowaniu niezbędnego wyposażenia, kadet może starać się o uzyskanie statusu członka zwyczajnego FIA.

## Umundurowanie i wyposażenie
Umundurowanie FIA składa się z:
- butów typu wojskowego
- bluzy mundurowej
- spodni mundurowych
- kapelusza typu "bonnie hat"
- rękawiczek taktycznych

Do wyposażenia członków FIA należą m.in.:
- replika ASG
- system przenoszenia wyposażenia (pasoszelki lub kamizelka taktyczna)
- ładownice i torby na wyposażenie
- plecak
- system noclegowy (śpiwór, namiot pałatka lub "bivy bag")
- radiostacja PMR

Obowiązującym kolorem umundurowania jest Kamuflaż wz. 93 w wersji leśnej. Przejściowo dozwolone jest używanie umundurowania i wyposażenia w kamuflażu flecktarn. Na umundurowaniu noszone są oznaczenia przynależności państwowej (flagi) oraz oznaczenia stowarzyszenia (naszywki "FIA" lub "Kadet FIA")